# マルギーテース
マルギーテース（マルギテス、ギリシャ語：Μαργίτης, Margites）は、古代ギリシアの滑稽な叙事詩もどき。マルギーテス（狂乱した・狂った、好色な、という意味）という名前の主人公は、両親のどちらが自分を生んだかわからないほど愚かである。ピロデモスはこの主人公の名前から、recherché（注意して探す、選ぶ）の形容詞にmargitomanesという語を使った。
その作者はホメロスと信じられてきて、アリストテレスも、「彼の『マルギーテース』は確かに類似性を持っている。『イリアス』と『オデュッセイア』と我々の悲劇と同じ関係が、『マルギーテース』と我々の喜劇にもある」。しかし、『マルギーテース』は古代人が「ホメロス風」とおおざっぱに名付けた混成ジャンルに属する。『スーダ辞典』ではその作者を（やはりホメロス作と言われてきた『蛙鼠合戦』同様に）ハリカルナッソス（現ボドルム）の詩人ピグレスとしている。『マルギーテース』はヘクサメトロス（六歩格）とイアンボス（短長格）の行が混じって書かれていて、それはピグレスの気まぐれで、さらに『イリアス』のヘクサメトロスの後に、奇抜な文学的な遊びとして、ペンタメトロス（五歩格）を挿入したと言われている。
『マルギーテース』は古代ギリシアでは有名なものだったが、いくつかの行が、以下のような引用の形で現存しているのみである。
- アリストテレス『ニコマコス倫理学』（VI.7） - 「神々は彼に探求することも、耕すことも、ほかのどんな技術も教えなかった。彼はすべての仕事で失敗した」
- プラトン『アルキビアデスII』（II） - 「彼は多くのことを知っていたが、どれも間違ったことだった」
- Atilius Fortunatianus - 「老いたるコロポンと聖なる歌い手、ムーサのしもべ、遠くを射るアポローンのところに来た。彼の手には甘い調べの竪琴が」
- ゼノビオス（英語版）（en:Zenobius）（V.68） - 「狐は多くの罠を知っている。しかし、ハリネズミの1つの罠が全員を叩くことができる」